# ТВ Мелос
ТВ Мелос је српска локална телевизија. Седиште телевизије се налази у Краљеву и у Новом Саду. Поред локалног канала има и сателитски ТВ Мелос САТ. Програм ове телевизијске станице за подручје Београда је замењен програмом дечије телевизијске станице Канал Д 24. фебруара 2002. године. 

## Емисије
- Дневник;
- Kраљевачка хроника;
- ТВ Парламент;
- TIME OUT...

## Серије
- Тајанствена жена;
- Тајне авантуре Жила Верна

## Цртани филмови
- Трансформерси: друга генерација